# IT-Universitetet i København
IT-Universitetet i København (engelsk: IT University of Copenhagen, forkortet ITU) er et offentligt dansk universitet, der beskæftiger sig med it-uddannelse og -forskning. Universitetet tilbyder uddannelser inden for datalogi, forretnings-it og digitalt design.
IT-Universitetet i København blev etableret i 1999 under navnet IT-Højskolen. Da den nye universitetslov blev vedtaget i 2003, blev institutionen officielt et universitet og skiftede ved samme lejlighed navn. I 2004 flyttede universitetet ind i sin egen nye bygning i Ørestad ved siden af Københavns Universitets Søndre Campus og DR Byen.
IT-Universitetet er et monofakultært universitet med en tværfaglig tilgang til studiet af informationsteknologi. Der er mange forskellige tilgange til informationsteknologi: naturvidenskab, datalogi, softwareudvikling, computerstøttet samarbejde, digital design, business it, studier i computerspil, samt de sociale, kulturelle, etiske og æstetiske aspekter af it.

## Historie og campus
IT-Universitetet blev etableret i 1999 under navnet IT-Højskolen og havde i begyndelsen til huse i Københavns Nordvestkvarter. Da en ny universitetslov blev vedtaget i 2003, blev institutionen officielt et universitet, det tolvte og mindste i Danmark, og skiftede derfor navn til det nuværende. I 2004 flyttede universitetet ind i sin egen nye bygning i Ørestad ved siden af Københavns Universitets Søndre Campus og DR Byen. Bygningen er tegnet af arkitekten Henning Larsen.
Til at begynde med udbød universitetet seks forskellige kandidatuddannelser, som forudsatte at de studerende allerede havde en bachelorgrad, samt fire masteruddannelser og en to-årig diplomudddannelse. Men i august 2007 kunne universitetet udbyde sin første bacheloruddannelse i softwareudvikling. I dag udbyder IT-Universitetet fire bacheloruddannelser (hvoraf én udbydes på engelsk), seks kandidatuddannelser (hvoraf fire udbydes på engelsk), en masteruddannelse i it-ledelse, korte kurser målrettet it-professionelle og omkring 100 enkeltfag hvert semester.
Det har ad flere omgange været drøftet at fusionere ITU med andre universiteter. I forbindelse med universitetsreformen i 2006 var det på tale at lægge ITU sammen med Københavns Universitet som en del af planen om at fusionere universiteter og sektorforskning. Udspillet mødte dog stor modvilje fra både ITU, it-branchen og oppositionen, der hellere så universitetet bevaret som selvstændig institution. Året efter fik ITU midler til at åbne sin første bacheloruddannelse. I 2009 pegede en evaluering af universitetsområdet på, at en sammenlægning kunne være ønskelig, da IT-Universitet hverken havde vundet EU-forskningskontrakter under det syvende rammeprogram eller kommercialiseret sin forskning i særlig grad. Seneste har det været på tale at lægge universitetet sammen med Aalborg Universitet. Ingen af planerne er dog blevet ført ud i livet, og universitetet er forsat en selvstændig institution.

## Organisation
IT-Universitetet ledes som de øvrige danske universiteter af en bestyrelse bestående af ni personer (otte bestyrelsesmedlemmer samt en formand), hvoraf fem af de ni medlemmer er eksternt rekrutteret. De resterende er valgt af personale og studerende.
Direktionen består af universitetets rektor, prorektor og universitetsdirektør.
Ifølge universitetets nøgletal fra 2020 er der mere end 2500 studerende på IT-Universitetet (inklusiv deltidsstuderende) og knap 800 ansatte (416 årsværk), som både inkluderer administrativt og akademisk personale.

## Rektorer
| Nr. | Navn                     | Periode                    |
| --- | ------------------------ | -------------------------- |
| 1.  | Mads Tofte               | 1999-2018                  |
| 2.  | Martin Zachariasen       | 2019-2021                  |
| 3.  | Jens Christian Godskesen | Konstitueret rektor i 2022 |
| 4.  | Per Bruun Brockhoff      | 2022-                      |

## Uddannelser
IT-Universitetet i København udbyder bacheloruddannelser, kandidatuddannelser og efteruddannelser.

### Bacheloruddannelser
- Global Business Informatics
- Digital Design og Interaktive Teknologier
- Softwareudvikling
- Data Science

### Kandidatuddannelser
- Digital Innovation & Management
- Digital Design og Interaktive Teknologier
- Datalogi
- Software Design
- Games
- Data Science

### Efteruddannelse
- Master i it-ledelse

Derudover tilbyder universitetet enkeltfagskurser samt intensive kortere kurser (under ITU Professional Courses).

## Forskning
IT-Universitetet i København har som sin "mission at levere internationalt førende undervisning og forskning, som gør Danmark usædvanlig dygtig til at skabe værdi med it. Undervisning og forskning i informationsteknologi omfatter al akademisk aktivitet, der vedrører computere." Formålet med institutionens forskning er at skabe nye indsigter, der kan være fundamentet for nye typer af interaktion, nye gennembrud i digital kultur, bedre ressourceoptimering, teknologisk innovation m.v.
IT-Universitetets forskningsaktiviteter er forankret på tre institutter:
- Institut for Business IT
- Institut for Datalogi
- Institut for Digital Design

IT-Universitetets ph.d.-skole omfatter datalogi, softwareudvikling, information systems, media og social sciences, conceptual design og creative practice-based computing.
Forskningen er organiseret omkring en række researchcentre:
- Center for Digital Welfare
- European Blockchain Center
- Center for Computing Education Research
- Center for Information Security and Trust
- Danish Institute for IT Program Management
- Center for Computer Games Research